# Сви дани у једном
„Сви дани у једном” је југословенски кратки филм из 1969. године. Режирао га је Светислав Штетин који је написао и сценарио.

## Улоге
| Глумац           | Улога |
| ---------------- | ----- |
| Мирјана Божић    |       |
| Владимир Поповић |       |